# Mirko Reeh

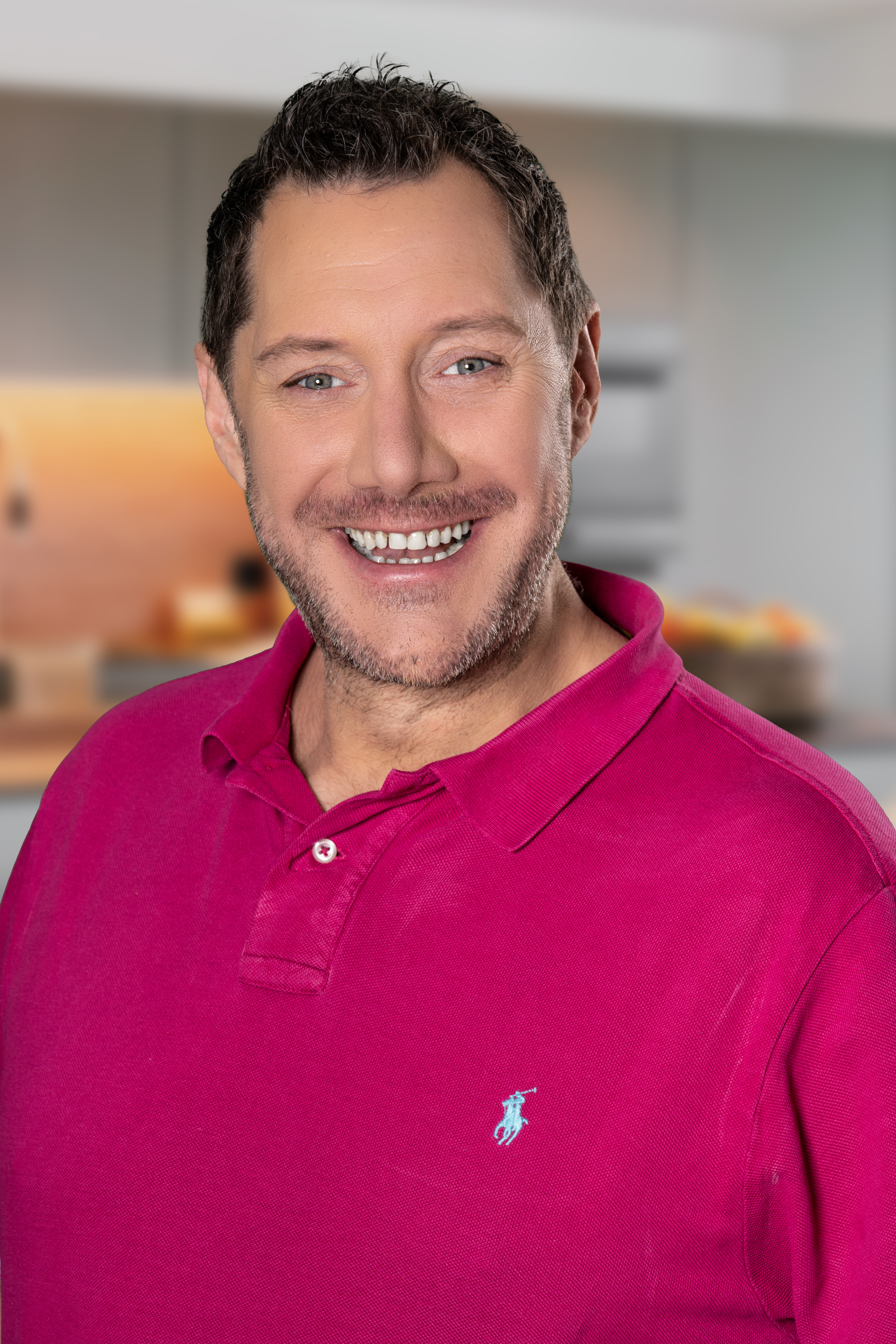
Mirko Reeh (2025)

Mirko Reeh (* 5. Dezember 1976 in Bad Hersfeld) ist ein deutscher Koch und Fernsehkoch.

## Leben
Reeh wuchs im osthessischen Wildeck-Bosserode und Bad Hersfeld auf und betreibt heute Kochschulen in Frankfurt am Main. 2004 wurde er zum Euro-Toques-Chef ernannt. Er führte von 2006 bis 2008 ein Restaurant in Königstein im Taunus. Danach eröffnete Reeh ein Restaurant in Frankfurt-Bornheim. 2009 zog sein Restaurant in das Frankfurter Westend um und fusionierte mit einem anderen Restaurant. Zudem stellte Reeh einige Rekorde auf (u. a. für die längste Nudelbahn der Welt mit 47 Metern) und steht damit im Guinness-Buch der Rekorde. Im Jahr 2013 eröffnete Reeh ein neues Restaurant in Bornheim, den Private Food Club – Mirko Reehs Wohnzimmerküche. Ebenfalls 2013 feierte die Kochschule in Frankfurt-Bornheim ihr 10-jähriges Jubiläum. Von 2014 bis 2018 hatte Reeh eine Kooperation mit dem Kempinski Frankfurt Gravenbruch und ließ in deren hessischem Restaurant Torschänke seinen kulinarischen Einfluss wirken. Im Oktober 2014 eröffnete Mirko Reeh den Indoor-Spielplatz Brickland rund um das Thema „Lego“ neben seinem Restaurant Private Food Club. Reeh feierte am 27. Mai 2022 sein 25-jähriges Jubiläum. Am 17. Januar 2019 übernahm Reeh seinen langjährigen Messerlieferanten Chroma Messer GmbH & Co KG vom Gründer Christian Romanowski und ist jetzt der General-Importeur für Deutschland von Chroma Cnife. Im Jahr 2021 gründet Mirko Reeh die Gewürzmarke „Gewürz Guru“ Die Manufaktur hat ihren Sitz in Wildau bei Berlin. Darüber hinaus bietet Reeh Kochkurse an.

## Fernseh- und Radioauftritte
Seit 2005 hatte Reeh eine Vielzahl von Fernsehauftritten, u. a. in Mirko Reehs Kochmobil (RTL, 70 Folgen, 2005–2006), verschiedenen Sendungen auf QVC (ca. 30 Sendungen, 2005–2019), Hessen à la carte (HR-Fernsehen, 54 Folgen, 2005–2007), Quatsch mit Soße (Nickelodeon, 10 Folgen, 2006–2007), Echt Lecker (TV Gusto, 80 Folgen, 2005–2013), Maintower (HR-Fernsehen, 180 Folgen, bis 2012) und Koch was draus (HR-Fernsehen, 24 Folgen, 2008 und 2009) sowie Koch Undercover (Sat.1-Frühstücksfernsehen, 73 Folgen seit 2012). 2012 trat er in Maintower in der Rubrik Ein Koch im Speckmantel auf. Ziel war es, sein Gewicht zu verringern. Seit 2012 ist Reeh regelmäßig bei Sat.1 zu sehen, in der Serie Koch Undercover sowie bei Kabel Eins in der Sendung Abenteuer Leben mit verschiedenen kulinarischen Beiträgen. Seit 2019 ist Reeh regelmäßiger Gast in der Sendung Die Ratgeber im HR-Fernsehen. 2019 wechselte Reeh vom Verkaufskanal QVC zu 1-2-3.tv und hat seither seine eigene Sendung Feinkost by Mirko Reeh (bis 2021). Seit 2022 ist Mirko Reeh auch bei Kabel Eins in der Sendung „Achtung Kontrolle“ zu sehen. Seit seinem ersten Erscheinen war er über 1000-mal im Fernsehen zu sehen.
Auch im Radio ist er seit 2005 vielfach aufgetreten, z. B. mit verschiedenen Interviews zu Koch-Themen auf harmony.fm (ca. 20 Folgen, seit 2005), auf Hit Radio FFH (ca. 5 Folgen, seit 2006), im Sommerradio des hr3 (16 Folgen, seit 2006) oder mit Mirkos Reeh-zepte (über 50 Folgen bei Harmony FM). Von 2014 bis 2020 hatte Reeh mittwochs eine Koch-Kolumne bei Radio Paloma. Von 2014 bis 2018 hatte er eine weitere Koch-Kolumne im Radio bei harmony.fm, Clever kochen, die wöchentlich am Mittwoch ausgestrahlt wurde.

## Internet
Mirko Reeh hat zahlreiche Sendeformate auf YouTube und Facebook. Sendungen wie die „Reehderei“, eine Talk- und Kochshow, erfreuen sich seit 2013 großer Beliebtheit mit über 5 Millionen Zuschauern. Das erfolgreichste Format ist „Koch Undercover“, was bis 2019 vom Sat.1-Frühstücksfernsehen produziert wurde. Seit Januar 2020 führt Reeh die Sendung in eigener Regie weiter. Das Format hat bisher mehr als 55 Millionen Zuschauer auf dem YouTube-Kanal des Sat.1-Frühstücksfernsehens und auf dem eigenen Kanal von Reeh. Seit 2019 produziert Reeh auch „RateMahl“, eine Spielshow rund ums Kochen.
Im Juni 2025 startete Mirko Reeh mit seiner Co-Autorin Barbara Stromberg für Kochanfänger den Podcast "Was ist mit Essen?". 

## Bücher und Hörspiele
Neben seinen Auftritten im Fernsehen und Radio veröffentlichte Reeh seit 2003 eine Reihe von Kochbüchern im Kochweltverlag, z. B. mit verschiedenen Themen im Rahmen der Meine Rezepte-Reihe, und im B3 Verlag. Außerdem sprach er verschiedene Figuren in Hörspielen, z. B. den König Schnurtelpomp in Hexe Lilli, den Lothar in TKKG (beide 2008) oder auch sich selbst in einer Folge Die Ferienbande und der kolossale Terror. Seit 2023 ist Reeh regelmäßig in verschiedenen Hörspielen von Europa als Sprecher zu hören, u.a TKKG und Hanni und Nanni. 2011 veröffentlichte Reeh die Bücher Die Soße macht's! und Pasta Pasta. Letzteres erschien auch in den USA und England. 2014 veröffentlichte Mirko Reeh sein Buch Handkäse Deluxe. Im Jahr 2015 veröffentlichte Reeh das Buch Schnell gekocht und 2016 Handkäs´ Deluxe 2. Im Mai 2017 veröffentlichte Reeh gemeinsam mit Co-Autorin Barbara Stromberg eine neue Buchserie. Der Titel der Serie lautete Kulinarische Reise mit Mirko Reeh. Das erste Buch aus der Serie befasste sich mit Israel. Nach einem Post auf Facebook, um über das neue Buch zu berichten, wurde Reeh öffentlich für das Buchthema angefeindet, mit mehr als 100.000 meist negativen Kommentaren. Im Dezember wurde das Buch mit dem Gourmand World Cookbook Award ausgezeichnet.
Die Buchreihe Kulinarische Reise mit Mirko Reeh wurde mit folgenden Titeln als Autorenduo im Jahr 2018 fortgesetzt: Louisiana, Illinois und Philadelphia. Im Jahr 2019 veröffentlichte Reeh folgende Bücher: Suppen rund um die Welt (mit Barbara Stromberg) und Handkäse Deluxe 3. 2020 veröffentlichten er und Co-Autorin Barbara Stromberg ein gemeinsames Buch mit Geschichten und Rezepten namens Kräuter & Gewürze.

## Ehrenämter

### Ehemalige Ehrenämter
- Schirmherr der KFH für das Projekt „Kochen mit Kids an der Dialyse“ (bis 2010)
- Schirmherr des Projekts „Voll was auf die Löffel“ (2009)
- Schirmherr des Ausbildungsprojektes „Startorante“: Restaurant von weiblichen Jugendlichen, die den Beruf der Köchin oder Restaurantfachfrau erlernen möchten (2009)
- Pate für „Köche für Afrika“ – 1 Buch = 32 Mahlzeiten für ein Kind in Malawi. 52 internationale Spitzenköche stiften ein Rezept für ein Kochbuch zugunsten des Schulspeisungsprojekts des UN World Food Programme (2010)
- Pate des Projektes „helfen Helfen“ mit Bernd Reisig für Hartz-4-Familien (bis 2019)

### Aktuelle Ehrenämter
- Kümmerer der „Tour der Hoffnung“ für Krebskranke und Leukämiekranke Kinder (seit 2004)
- Mitglied des Projekts „Spitzenköche für Afrika“ der Karlheinz Böhm Stiftung „Menschen für Menschen“ (seit 2010)
- Pate des Projektes „Genussvoll essen, gestärkt gegen Krebs“ (seit 2011)
- Botschafter des Projektes Vita Assistenzhunde e.V. (seit 2015)
- Botschafter der dsai e.V. Patientenorganisation für angeborene Immundefekte (seit 2016)
- Pate des Projektes „Street Angels e.V.“ (seit 2020)

## Ehrungen
- Ehrenpreis 2013 der Hessischen Apfelweinstraße
- Gastronomiepreis Hessen 2014, 1. Platz
- Koch des Monats, Juli 2016
- Gourmand World Cookbook Award 2017